# Placido Domingo
Placido Domingo sinh năm 1941 tại Madrid, Tây Ban Nha. Cha mẹ ông đều là các ngôi sao của zarzuela, thể loại tương đương với hài kịch âm nhạc của Tây Ban Nha. Ông là một ca sĩ opera nổi tiếng của Tây Ban Nha, ông từng giành được 8 giải Grammy cho các thu âm của mình.

## Tiểu sử
Gia đình ông chuyển tới México trước ngày sinh nhật lần thứ 9 của Placido, và ở đó ông theo đuổi giấc mơ trở thành một đấu sĩ đấu bò tót. Tự nhận thấy mình không đủ sức mạnh điều khiển các chú bò đực, ông đã chọn đi theo con đường âm nhạc ở Học viện Quốc gia thành phố México. Ông được đào tạo trong lĩnh vực piano và hòa âm, gặp gỡ và kết hôn với một sinh viên cùng học năm 16 tuổi, và ly dị vào năm sau đó. Con trai lớn nhất của ông, José, chào đời trong thời gian diễn ra cuộc hôn nhân ngắn ngủi, và hiện sống ở London.
Sau khi có được một số trải nghiệm biểu diễn ban đầu bằng việc xuất hiện với công ty zarzuela của cha mẹ, Domingo thử giọng cho National Opera của México năm 1959. Sự xuất hiện thành công ở Monterrey trong vai Alfredo ở "La Traviata" năm 1961 nhanh chóng mang về cho ông các vai diễn khác tại Mỹ và cơ hội gia nhập Hebrew National Opera với người vợ là Marta Ornelas, một giọng nữ cao, người ông đã gắn bó trong 22 năm và có cùng bà hai cậu con trai. Họ đã làm một cuộc hành trình tới Tel Aviv cùng nhau cuối năm 1962 và lưu lại đó trong hai năm rưỡi.
Năm 1966, Domingo ra mắt đầu tiên ở New York trong vai Pinkerton ở vở "Madame Butterfly" với New York City Opera. Ông được các nhà phê bình hoan nghênh nhiệt liệt. Thành tựu to lớn hơn xuất hiện hai năm sau ở Met. Năm tiếp theo Domingo trình làng ở La Scala của Milan. Ông tiếp tục bổ sung thêm nhiều vai diễn mới cho hành trang của mình. Trong các chương trình truyền hình "Live from the Met", ông đã xuất hiện trong vai Alfredo ở vở "La Traviata", Des Grieux trong vở "Manon Lescaut", Rodolfo trong "Luisa Miller", Canio trong "I Pagliacci", Duke trong "Rigoletto" cùng vô số vai khác nữa.
Domingo táo bạo chấp nhận những thách thức trong sự nghiệp, và năm 1975 đảm nhiệm một vai đòi hỏi khắt khe tột bậc"Otello." Bất chấp nhiều lời cảnh báo rằng ông sẽ hủy hoại chất giọng của mình, Domingo vẫn tự học vai (ông thông thạo tất cả các vai ở piano và không thuê người kèm vocal) và chẳng mấy chốc đã thành công trong vai diễn đó. Ông nói đây là vai diễn vĩ đại nhất và nhiều người cũng tán thành điều này. Laurence Olivier, một trong những Othello sân khấu lớn mọi thời đại, đã nói, "Domingo đóng Othello cũng như tôi đóng và anh có chất giọng đó". Placido đã thực hiện hơn 70 buổi trình diễn trong vai này và tuyên bố, "nó khiến tôi trở thành một ca sĩ giỏi hơn".
Domingo là một giọng nam cao bận rộn nhất của opera, trình diễn ở mức trung bình 4 ngày một lần, nhưng ông nói, "Tôi muốn vượt xa hơn công chúng opera". Ông đã thành công trong mục tiêu đó: album toàn các ca khúc nổi tiếng của ông, "Perhaps Love", với ca sĩ John Denver, đã bán ra được hơn 1 triệu bản, và hãng CBS Records đã tiếp tục với "My Life for a Song". Domingo cũng đã thu âm hai album điệu tango Tây Ban Nha. Khán giả truyền hình sẽ nhớ tới ông trong sự kiện đặc biệt năm ngoái với Carol Burnett, "Burnett Discovers Domingo" và từ "The Night of 100 Stars", ở đó ông biểu diễn "Sometimes a Day Goes By" với Miss Piggy. 'Tôi hướng tới kiểu âm nhạc thư thái hơn', ông nói, nên tác phẩm opera của mình được tươi mới và mãnh liệt hơn, khiến tôi thậm chí tỉnh táo hơn về ngôn từ".
Nói về một vai diễn điển hình - vai Don José trong vở Carmen của Bizet, ông tâm sự: ''Tôi chưa bao giờ thấy mệt mỏi về vai diễn. Tôi đã hát hơn 100 lần 'Carmens' trong sự nghiệp của mình, và tôi vẫn tìm thấy nhiều sắc thái mới trong 'Flower Song". Gần đây ông đã xuất hiện trong tác phẩm "Turandot" tại Covent Garden của Andrei Serban và tại Festival Nghệ thuật Olympic diễn ra ở Los Angeles, cũng như bắt đầu mùa thu âm năm 1984-85 của Metropolitan Opera ở New York trong "Lohengrin".
Tách khỏi kế hoạch biểu diễn đòi hỏi khắt khe của opera cùng các chương trình hòa nhạc, Domingo tiếp tục sự nghiệp đạo diễn và điện ảnh của mình. Ông đảm nhận công việc tại New York City Opera, the Vienna State Opera, và nhiều nơi khác nữa. Tự truyện của ông, My First Forty Years, được Alfred A. Knopf xuất bản năm 1983.
Với Sony Classical, Domingo đã sáng tạo một catalogue các thu âm đã dạng, từ pop qua vô số đĩa hát bán chạy nhất tới các vở opera hòa chỉnh. Những thu âm tại Sony Classical của ông bao gồm Mefistofele của Boito, Louise của Charpentier, La fanciulla del west của Puccini, Madama Butterfly, La rondine, Il trittico, và Le Villi, Aida của Verdi, Luisa Miller và Il trovatore với James Levine và the Met forces, Adriana Lecouvreur của Cilea, L'elisir d'amore của Donizetti, Iris của Mascagni, Le Cid của Massenet, Der Rosenkavalier của Strauss, Il Guarany của Antonio Gomes, Requiem của Verdi, cũng như vô số các đĩa độc tấu và hợp tác khác bao gồm nhiều video và audio tiêu thụ chạy nhất của các chương trình hòa nhạc live ở Vienna. Tên tuổi của Domingo gắn với các nghệ sĩ khách mời như José Carreras, Diana Ross, Dionne Warwick, Charles Aznavour, Sissel Kirkjebø, Michael Bolton, Helmut Lotti, Riccardo Cocciante, Sarah Brightman, Ying Huang, Patricia Kaas và Alejandro Fernández với dàn nhạc giao hưởng Vienna và Steven Mercurio.
Plácido Domingo hát ở mọi nhà hát opera lớn trên thế giới. Ông đã mở đầu 18 mùa thu âm Metropolitan Opera trong vòng 31 năm qua, hơn bất cứ ca sĩ nào khác kể từ thời Caruso. Những hợp đồng biểu diễn mùa thu âm năm 2001-2002 của Domingo còn bao gồm mở màn cho mùa thu âm tại La Scala của Milan trong một sáng tác mới về Otello. Ông trở lại La Scala sau này trong mùa thu âm ở Samson et Dalila. Vienna sẽ nghe ông trong vai Parsifal, và ông sẽ hát The Queen of Spades tại Covent Garden và ở Washington.
Ông xuất hiện đều đặn tại tất cả các nhà hát opera lớn trên thế giới bao gồm La Scala, the Vienna State Opera, Covent Garden của London, the Opéra de la Bastille ở Paris, the San Francisco Opera, Lyric Opera của Chicago, the Los Angeles Music Center Opera và tại các Festival Bayreuth và Salzburg. Domingo xuất hiện trong các chương trình hòa nhạc khắp nơi trên thế giới, từ vùng Viễn Đông tới Nam Mỹ, từ Mỹ tới gần như tất cả các quốc gia ở châu Âu.
Placido là nghệ sĩ cổ điển đầu tiên có chương trình hòa nhạc solo tại Central Park, New York, nơi thu hút gần 400.000 người bất chấp thời tiết xấu.
Domingo đã giành được 8 giải GRAMMY cho các thu âm của mình, những đĩa nhạc này chắc chắn xuất hiện trên các bảng xếp hạng best selling. 8 album của ông giành được đĩa vàng. Ông đã hoàn thành hơn 50 cuốn video và 3 bộ phim sân khấu: La traviata của Zeffirelli và Otello, Carmen của Rosi. Buổi phát sóng truyền hình Tosca của ông được hơn 1 tỷ người trên 117 quốc gia khác nhau theo dõi.
Plácido Domingo đã gây quỹ nhiều triệu đôla qua các chương trình hòa nhạc từ thiện đặc biệt cốt để giúp đỡ các nạn nhân trận động đất Mexico năm 1985, các nạn nhân AIDS cùng nạn nhân của nhiều thảm họa khác như cơn địa chấn Armenian và lở đất tại Acapulco.

## Các tiết mục biểu diễn
From the first performance until today, Domingo has a repertoire of 128 roles onstage and studio (124 roles onstage ); not including 3 roles that he played at the same time in 1966. Below is his complete repertoire from 1959 until 2007. The list is sorted by chronological order; year, opera title, composer, role, debut date and city or location.
- 1959

1. Rigoletto - Verdi; "Borsa"; 23-09-1959; Mexico City

2. Dialogues des Carmélites - Poulenc; "Chaplain"; 21-10-1959; Mexico City
- 1960

3. The Merry Widow - Franz Lehár; "Danilo/Camille"; 1960; Mexico City 

4. Turandot - Puccini; "Altoum"; 11-09-1960; Monterrey 

5. Turandot - Puccini; "Pang"; 01-10-1960; Monterrey 

6. Lucia di Lammermoor - Donizetti; "Normanno"; 05-10-1960; Monterrey

7. La traviata - Verdi; "Gastone"; 08-10-1960; Monterrey 

8. Carmen - Bizet; "Remendado"; 15-10-1960; Monterrey

9. Otello - Verdi; "Cassio"; 17-10-1960; Monterrey
- 1961

10. La traviata - Verdi; "Alfredo"; 19-05-1961; Monterrey 

11. El Ultimo sueno - Vázquez; "Enrique"; 28-05-1961; Mexico City 

12. Amelia goes to the ball - Menotti; "Lover"; 28.-06-1961; Mexico City 

13. Fedora - Giordano; "Désire", "Baron Rouvel"; 02-07-1961; Mexico City 

14. Boris Godunov - Mussorgsky; "Simpleton", "Shuisky"; 08-08-1961; Mexico City 

15. Andrea Chenier - Giordano; "Abbé", "Incredibile"; 15-08-1961; Mexico City 

16. Tosca - Puccini; "Spoletta"; 21-08-1961; Mexico City 

17. Madama Butterfly - Puccini; "Goro"; 15-09-1961; Mexico City 

18. Tosca - Puccini; "Cavaradossi"; 30-09-1961 Mexico City
- 1962

19. La bohème - Puccini; "Rodolfo"; 04-03-1962; Mexico City 

20. Cosi fan tutte - Mozart; "Ferrando"; 10-05-1962; Mexico City 

21. Adriana Lecouvreur - Cilea; "Maurizio"; 17-05-1962; Mexico City 

22. Trittico francescano - Refice; 01-10-1962; Guadalajara 

23. Madama Butterfly - Puccini; "Pinkerton"; 07-10-1962; Torreón

24. Lucia di Lammermoor - Donizetti; "Edgardo"; 26-11-1962; Fort Worth
- 1963

25. Carmen - Bizet; "Don José"; 25-06-1963; Tel Aviv

26. Don Giovanni - Mozart; "Don Ottavio"; 21-09-1963; Tel Aviv 

27. Faust - Gounod; "Faust"; 03-12-1963; Tel Aviv
- 1964

28. Les Pêcheurs de Perles - Bizet; "Nadir"; 21-01-1964; Tel Aviv

29. Eugene Onegin - Tchaikovsky; "Lenski"; 05-09-1964; Tel Aviv
- 1965

30. Cavalleria rusticana - Mascagni; "Turiddu"; 21-01-1965; Tel Aviv

31. Samson et Dalila - Saint-Saens; "Samson"; 30-07-1965; Chautauqua

32. Les Contes d'Hoffmann - Offenbach; "Hoffmann"; 07-09-1965; Mexico City
- 1966

33. Carlota, Severino & La Mulata de Córdoba - "Sandi", "Moreno", "Moncayo" (3 tenor roles); 01-01-1966; Barcelona 

34. Don Rodrigo - Ginastera; "Don Rodrigo"; 22-02-1966; New York

35. Andrea Chénier - Giordano; "Andrea Chénier"; 03-03-1966; New Orleans

36. Hippolyte et Aricie - Rameau; "Hippolyte"; 06-04-1966; Boston

37. Pagliacci - Leoncavallo; "Canio"; 09-08-1966; New York 

38. Il Barbiere di Siviglia - Rossini; "Almaviva"; 16-09-1966; Guadalajara 

39. Anna Bolena - Donizetti; "Lord Percy" 15-11-1966; New York
- 1967

40. Il tabarro - Puccini; "Luigi"; 08-03-1967; New York 

41. Aida - Verdi; "Radames"; 11-05-1967; Hamburg

42. Don Carlo - Verdi; "Don Carlo"; 19-05-1967; Vienna

43. Un ballo in maschera - Verdi; "Riccardo"; 31-05-1967; Berlin 
- 1968

44. Lohengrin - Wagner; "Lohengrin"; 14-01-1968; Hamburg

45. Manon Lescaut - Puccini; "Des Grieux"; 15-02-1968; Hartford

46. Il trovatore - Verdi; "Manrico"; 14-03-1968; New Orleans
- 1969

47. Rigoletto - Verdi; "Il Duca"; 02-01-1969; Hamburg 

48. La forza del destino - Verdi; "Don Alvaro"; 18-01-1969; Hamburg 

49. Manon - Massenet; "Des Grieux"; 20-02-1969; New York 

50. Turandot - Puccini; "Calaf"; 16-07-1969; Verona 

51. Ernani - Verdi; "Ernani"; 07-12-1969; Milano 
- 1970

52. Oberon - Weber; "Hüon"; 03-1970; Studio

53. La Gioconda - Ponchielli; "Enzo"; 14-05-1970; Madrid 

54. Roberto Devereux - Donizetti; "Devereux"; 15-10-1970; New York 
- 1971

55. Der Rosenkavalier - Strauss, R.; Italian Singer; 03-1971; Studio 

56. I Lombardi alla prima crociata - Verdi; "Oronte"; 07-1971; Studio 

57. Luisa Miller - Verdi; "Rodolfo"; 04-11-1971; New York 
- 1972

58. Giovanna d'Arco - Verdi; "Carlo VII"; 08-1972; Studio

59. Los Claveles - Serrano; "Fernando"; 1972; Studio

60. La Dolorosa - Serrano; "Rafael"; 1972, Studio
- 1973

61. Francesca da Rimini - Riccardo Zandonai; "Paolo"; 22-03-1973; New York 

62. L'Africaine - Meyerbeer; "Vasco da Gama"; 03-11-1973; San Francisco 
- 1974

63. I Vespri Siciliani - Verdi; "Arrigo"; 09-04-1974; Paris 

64. Mefistofele - Boito; "Faust"; 07-1974; Studio 

65. Roméo et Juliette - Gounod; "Roméo"; 28-09-1974; New York 

66. La Fanciulla del West - Puccini; "Dick Johnson" 26-11-1974; Turin
- 1975

67. La Navarraise - Massenet: "Araquil"; 1975; Studio 

68. Otello - Verdi; "Otello"; 28-09-1975; Hamburg 
- 1976

69. Gianni Schicchi - Puccini; "Rinuccio"; 1976; Studio 

70. Louise - Charpentier; "Julien"; 1976; Studio 

71. Macbeth - Verdi; "Macduff"; 1976; Studio 

72. Die Meistersinger von Nürnberg - Wagner; "Walther von Stolzing"; 03-1976 Studio 

73. Le Cid - Massenet; "Don Rodrigue"; 08-03-1976; New York

74. L'amore dei tre re - Italo Montemezzi; "Avito"; 07-1976; Studio
- 1977

75. L'Elisir d'Amore - Donizetti; "Nemorino"; 1977; Studio

76. Fedora - Giordano; "Loris"; 15-02-1977; Barcelona

77. Werther - Massenet; "Werther"; 18-12-1977; Munich 
- 1978

78. La Damnation de Faust - Berlioz; "Faust"; 01-1978; Studio
- 1979

79. Le villi - Puccini; "Roberto"; 06-1979; Studio 

80. Requiem - Berlioz; Tenor part; 06-1979; Studio

81. Béatrice et Bénédict - Berlioz; "Bénédict"; 07-1979; Studio 

82. Il Giuramento - Mercadante; "Viscardo"; 09-09-1979; Vienna
- 1980

83. El Poeta - Torroba; "José de Espronceda"; 19-06-1980; Madrid
- 1981

84. Norma - Bellini; "Pollione"; 21-09-1981; New York
- 1982

85. La rondine - Puccini; "Ruggero"; 1982; Studio 

86. Nabucco - Verdi; "Ismaele"; 05-1982; Studio

87. Les Troyens - Berlioz; "Enée"; 26-09-1983; New York 
- 1986

88. Die Fledermaus - Strauss, J.; "Alfred"; 04-1986; Studio 

89. Goya - Menotti; "Goya"; 15-11-1986; Washington 
- 1988

90. Iris - Mascagni; "Osaka"; 1988; Studio 

91. Tannhäuser - Wagner; "Tannhäuser"; 04-1988; Studio 
- 1989

92. Die Frau ohne Schatten - Strauss, R.; "Der Kaiser"; 03-1989; Studio
- 1990

93. Man of La Mancha - Leigh; "Don Quixote"; 06-1990; Studio
- 1991

94. Der fliegende Holländer - Wagner; "Erik"; 02-1991; Studio 

95. Parsifal - Wagner; "Parsifal"; 14-03-1991; New York 
- 1992

96. Il Barbiere di Siviglia - Rossini; "Figaro"; 02-1992; Studio 

97. El Gato Montés - Penella; "Rafaele Ruiz"; 07-08-1992; Seville 

98. Die Walküre - Wagner; "Siegmund"; 19-12-1992; Vienna 
- 1993

99. Stiffelio - Verdi; "Stiffelio"; 21-10-1993; New York 
- 1994

100. Dona Francisquita - Vives; "Fernando"; 02-1994; Studio 

101. La Verbena de la Paloma - Tomás Bretón; "Julian"; 04-1994; Studio 

102. Il Guarany - Carlos Gomes; "Pery"; 05-06-1994; Bonn 

103. Idomeneo - Mozart; "Idomeneo"; 01-10-1994; New York 

104. Hérodiade - Massenet; "Jean"; 08.-11-1994; San Francisco 

105. Luisa Fernanda - Torroba; "Javier"; 1995; Studio 

106. Simon Boccanegra (1881 version) Gabriele - Verdi; "Adorno"; 19-01-1995; New York
- 1996

107. La Tabernera del Puerto - Pablo Sorozábal; "Leandro"; 1996; Studio
- 1997

108. Simon Boccanegra (1857 version) Gabriele - Verdi; "Adorno"; 28-06-1997; London 

109. Divinas Palabras - Garcia Abril; "Lucero"; 18-10-1997; Madrid
- 1998

110. Le prophète - Meyerbeer; "Jean van der Leyden"; 21-05-1998; Vienna 

111. Faust Symphony - Liszt; Tenor part; 06-1998; Studio

112. La Dolores - Tomás Bretón; "Lázaro"; 07-1998; Studio
- 1999

113. Das Lied von der Erde - Gustav Mahler; Tenor part; 02-1999; Studio

114. Misa Tango - Bacalov; Tenor part; 02-1999; Studio

115. Pique Dame - Tschaikowsky; "Hermann"; 18-03-1999; New York 

116. Fidelio - Beethoven; "Florestan"; 06-1999; Studio 

117. Merlin - Albéniz; "King Arthur"; 07-1999; Studio

118. Margarita la Tornera - Chapí; "Don Juan de Alarcón"; 11-12-1999; Madrid
- 2000

119. La Gran Via - Chueca, Valverde; "Caballero de Gracía"; 01-2000; Studio

120. The Merry Widow - Franz Lehár; "Danilo"; 17-02-2000; New York

121. La battaglia di Legnano - Verdi; "Arrigo"; 30-06-2000; London
- 2001

122. La Revoltosa - Chapí; "Felipe"; 01-2001; Studio
- 2002

123. Sly - Wolf-Ferrari; "Christopher Sly"; 01-04-2002; New York
- 2003

124. Luisa Fernanda - Torroba; "Vidal Hernando"; 18-06-2003; Milan

125. Nicholas and Alexandra - Deborah Drattell; "Rasputin"; 14-09-2003; Los Angeles
- 2004

126. Tristan und Isolde - Wagner; "Tristan"; 12-2004; Studio
- 2005

127. Cyrano de Bergerac - Franco Alfano; "Cyrano"; 13-05-2005; New York
- 2006

128. The First Emperor - Tan Dun; "Emperor Qin"; 21-12-2006; New York